# Komisija Jean-Claudea Junckerja
Junckerjeva komisija je bila Evropska komisija pod vodstvom Jean-Claudea Junkcerja, ki je pričela z delom 1. novembra 2014, mandat pa končala 1. decembra 2019.
Sestavljalo jo 28 komisarjev (vključno s predsednikom komisije), po eden iz vsake države članice.

## Sestava po strankah
Število komisarjev po evropskih strankarskih skupinah.
| Stranka | Stranka                                               | Število |
| ------- | ----------------------------------------------------- | ------- |
|         | Evropska ljudska stranka (EPP)                        | 14 / 27 |
|         | Napredno zavezništvo socialistov in demokratov (S&D)  | 8 / 28  |
|         | Zavezništvo liberalcev in demokratov za Evropo (ALDE) | 5 / 28  |
|         | Neodvisni                                             | 1 / 28  |

## Sestava komisije
- Predsednik Jean-Claude Juncker
- Prvi podpredsednik Frans Timmermans - boljše pravno urejanje, medinstitucionalni odnosi, pravna država in Listina o temeljnih pravicah
- Visoka predstavnica Unije za zunanje zadeve in varnostno politiko, podpredsednica Federica Mogherini
- Podpredsednica Kristalina Georgieva - proračun in človeški viri
- Podpredsednik Andrus Ansip - enotni digitalni trg
- podpredsednik Maroš Šefcovic - energetska unija
- podpredsednik Valdis Dombrovskis - evro in socialni dialog
- podpredsednik Jyrki Katainen - delovna mesta, rast, naložbe in konkurenčnost
- Komisar Günther Oettinger - digitalno gospodarstvo in družba
- Komisar Johannes Hahn - evropska sosedska politika in širitvena pogajanja
- Komisarka Cecilia Malmström - trgovina
- Komisar Neven Mimica - mednarodno sodelovanje in razvoj
- Komisar Miguel Arias Cañete - podnebni ukrepi in energija
- Komisar Karmenu Vella - okolje, pomorske zadeve in ribištvo
- Komisar Vytenis Andriukaitis - zdravje in varnost hrane
- Komisar Dimitris Avramopulos - migracije, notranje zadeve in državljanstvo
- Komisarka Marianne Thyssen - zaposlovanje, socialne zadeve, strokovna usposobljenost in mobilnost delovne sile
- Komisar Pierre Moscovici - gospodarske in finančne zadeve, obdavčenje in carina
- Komisar Christos Stylianides - humanitarna pomoč in krizno upravljanje
- Komisar Phil Hogan - kmetijstvo in razvoj podeželja
- Komisar Jonathan Hill - finančna stabilnost, finančne storitve in unija kapitalskih trgov
- Komisarka Violeta Bulc - promet
- Komisarka Elżbieta Bieńkowska - notranji trg, industrija, podjetništvo ter mala in srednja podjetja
- Komisarka Vĕra Jourova - pravosodje, potrošniki in enakost spolov
- Komisar Tibor Navracsics - izobraževanje, kultura, mladi in šport
- Komisarka Corina Creţu - regionalna politika
- Komisarka Margretha Vestager - konkurenca
- Komisar Carlos Moedas - raziskave, znanost, inovacije